# Raptópoulo (Messénie)
Raptópoulo, en grec moderne : Ραπτόπουλο, est un village du dème de Triphylie, district régional de Messénie, en Grèce.
Selon le recensement de 2011, la population du village s'élève à 76 habitants.